# Hileithia approprialis
Hileithia approprialis là một loài bướm đêm trong họ Crambidae.